# Plaisance FC
El Plaisance FC fue un equipo de fútbol de Seychelles que jugó en el campeonato seychelense de fútbol, la primera división de fútbol del país.

## Historia
Fue fundado en el año 1981 en el distrito de Plaisance, Seychelles tras la reorganización de la liga nacional de fútbol. Fue un partiicpante recurrente en la primera división donde incluso terminó como subcampeón nacional y finalista de la copa nacional en 1988, y también fue campeón de la copa nacional en 1990.
Participó en la Recopa Africana 1991 en la que fue eliminado por el Rivatex FC de Kenia en la ronda preliminar, siendo el primer equipo de Seychelles en participar en el torneo.
El equipo abandonar la liga en 2016 por problemas financieros, y dos años después desaparece.

## Palmarés
- Copa de Seychelles: 1

1990

## Participación en competiciones de la CAF
| Temporada | Torneo          | Ronda      | Club       | Casa | Visita | Global |
| --------- | --------------- | ---------- | ---------- | ---- | ------ | ------ |
| 1991      | Recopa Africana | Preliminar | Rivatex FC | 1-3  | 0-3    | 1-6    |

## Jugadores

### Jugadores destacados
- Danny Ceasar[3]